# 多布雷尼亚·尼基季奇

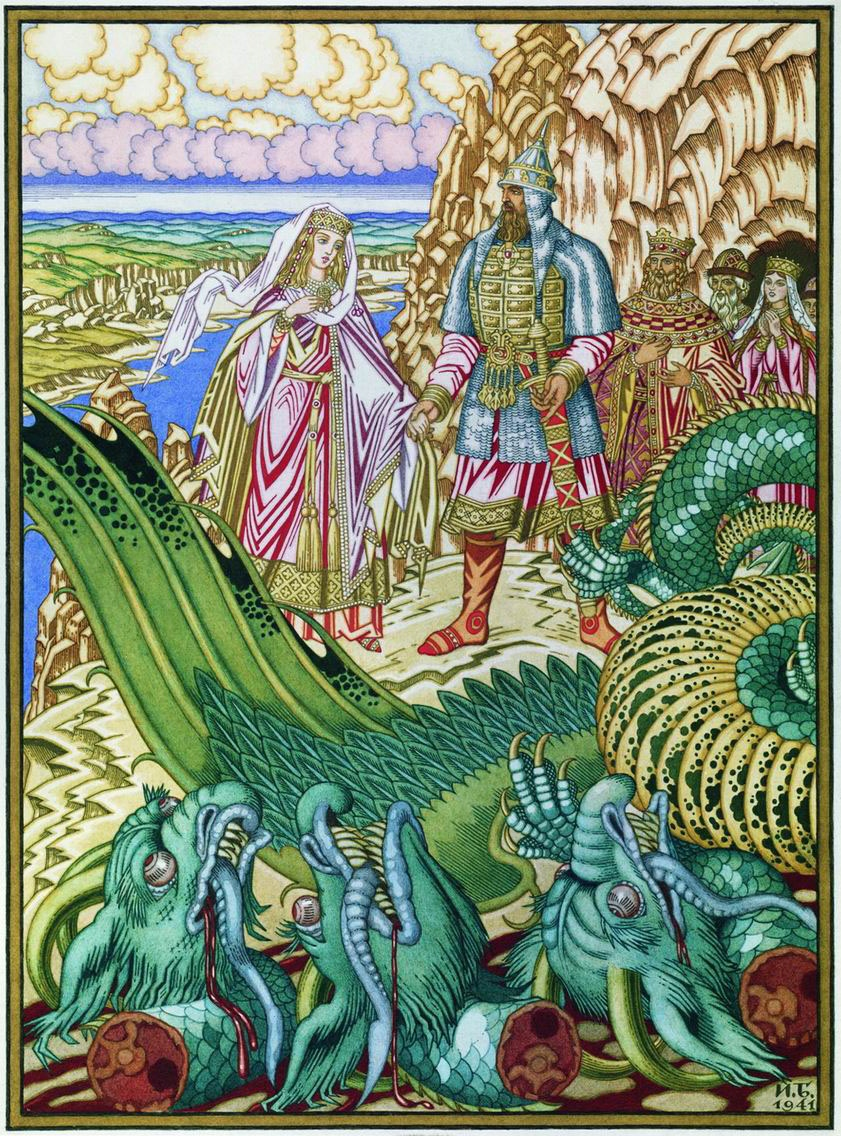
多布雷尼亚·尼基季奇从恶龙戈里尼奇爪下拯救扎巴娃·普佳季什娜

多布雷尼亚·尼基季奇（俄语：Добры́ня Ники́тич）是伊利亞·穆羅梅茨之後最有名的基辅罗斯壮士之一。不少的壮士歌以多布雷尼亚为中心，讲述他完成基辅罗斯大公之子弗拉基米尔给出的任务的事蹟。多布雷尼亚常被描绘为一位与基辅罗斯王室有密切关系的人，为後者完成敏感的外交任务。作为朝臣，多布雷尼亚可以说是武士贵族的代表。他不但是一个卓越的弓箭手、泳者、摔跤手，能够娴熟地演奏古斯里琴，精通板棋，而且手腕圆滑，有三寸不烂之舌。:81
历史学家认为，多布雷尼亚·尼基季奇这个人物是以斯拉夫军事领袖多布雷尼亚为原型逐步演化而来的。多布雷尼亚是斯维亚托斯拉夫大公的妻弟，也是他的得力将领，还是斯维亚托斯拉夫大公之子弗拉基米尔（後来的弗拉基米尔一世）的导师。

## 简介
多布雷尼亚常被认为来自莫斯科东南的城市梁赞市，尽管实际上并没有发现两者的联系。以多布雷尼亚为中心的壮士歌有：《多布雷尼亚与龙》、《多布雷尼亚与马琳卡》、《多布雷尼亚与瓦西里·卡兹米洛维奇》、《多布雷尼亚与阿辽沙·波波维奇》:81。根据普罗普和B. N. 普季洛夫，多布雷尼亚是壮士歌中最被美化的罗斯壮士。他不仅多才多艺，充满智慧，同时也是好儿子，好丈夫:54。

## 多布雷尼亚屠龙
多布雷尼亚屠龙是其英雄事蹟中最重要的一部分。壮士歌《多布雷尼亚与龙》讲述的故事是：多布雷尼亚杀了一头幼龙以後，他母亲告诫他，不要到撒拉森山脉那里去，那里是幼龙生活的地方。不要去解救罗斯的俘虏，不要在普柴河里沐浴。多布雷尼亚没有听从他母亲的话，违反了所有的告诫。
当他在普柴河里游泳时，他遇到了被他杀死的幼龙的母亲戈里尼奇。多布雷尼亚没有武器自保，觉得自己要遭不测。但当戈里尼奇问他应该如何补偿它的时候，多布雷尼亚看准机会游到了岸边。他看到岸边的草地上有一顶牧师的帽子，决定用它来作武器:82。他用帽子斩断了龙的头，跳到龙身上，准备将龙杀死。这时戈里尼奇连忙求饶，承诺不会再劫掠罗斯的人民。多布雷尼亚便放了戈里尼奇，双方承诺互不侵犯。然而但当多布雷尼亚回到基辅时，他发现戈里尼奇违反了自己的承诺，抓走了弗拉基米尔公子的外甥女扎巴娃·普佳季什娜。
弗拉基米尔公子将外甥女的事情告诉多布雷尼亚後，希望他能救回扎巴娃·普佳季什娜。多布雷尼亚答应了这件事，并且利用母亲给的魔法鞭子进入了撒拉森山中，准备与龙搏斗。多布雷尼亚和龙大战三日，精疲力尽，准备逃走，但这时天上降下传音，让多布雷尼亚再坚持三个小时。三小时后，多布雷尼亚果然杀掉了龙。龙死之後，龙血迟迟不散，多布雷尼亚和他的战马都陷入了血中。天上的声音告诉多布雷尼亚，将长矛紧插在地上，念动咒语，然后血就流入地下了。多布雷尼亚成功地解救了扎巴娃。:81–97

## 文艺作品中的形象

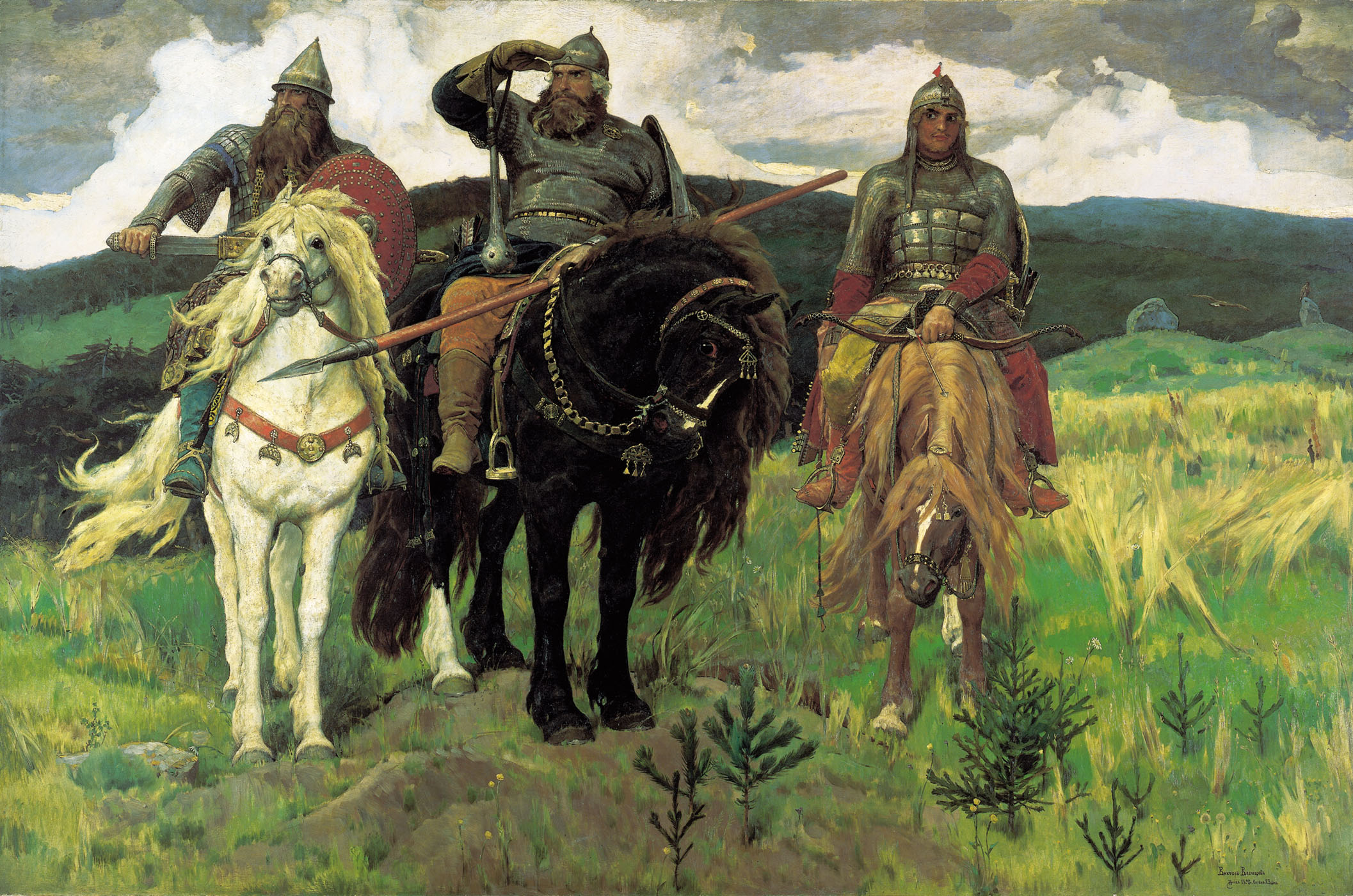
《罗斯壮士们》，维克托·瓦斯涅佐夫，1898. 左侧骑白马者是多布雷尼亚·尼基季奇

- 1891-1898年，艺术家维克托·瓦斯涅佐夫创作了知名油画作品《罗斯壮士们》。其中描绘了多布雷尼亚·尼基季奇和另外两位著名罗斯传奇英雄阿辽沙·波波维奇、伊利亚·穆罗梅茨骑马并肩前眺的场景[3]:726。
- 1901年，作曲家格列恰尼诺夫创作了一部名为《多布雷尼亚·尼基季奇》的歌剧[4]:207。
- 2006年，多布雷尼亚与龙的故事被改编为动画电影《多布雷尼亚与恶龙戈里尼奇》，搬上银幕[5]。
- 2021年，多布雷尼亚作為Rider職階的從者實裝於手機遊戲《 Fate/Grand Order》。